# Jean-Pierre Bracco
Pour les articles homonymes, voir Bracco.
Jean-Pierre Bracco, né en 1961, est un archéologue préhistorien français, professeur de préhistoire paléolithique à l'université d'Aix-Marseille.

## Biographie
Il soutient en 1992 à l'université de Provence une thèse de doctorat en Préhistoire intitulée « Le paléolithique supérieur du Velay et de ses abords : recherches sur la dynamique des peuplements et l'occupation du sol dans un milieu volcanique de moyenne montagne », puis il fait un post-doc à l'université de Gérone. Il est maître de conférences à l'université de Provence en 1998, puis professeur depuis 2012. En 2009-2010, il est détaché à l'École française de Rome. Sur place, il contribue à une collaboration scientifique franco-italienne sur le Paléolithique.
Il a été directeur du Laboratoire méditerranéen de préhistoire Europe-Afrique (LAMPEA) de 2012 à 2018 et à siégé au Conseil national de la recherche archéologique. Il est membre du conseil scientifique de l'Institut national de recherches archéologiques préventives. Depuis 2022, il est Vice-président Science et Société d'Aix-Marseille Université.

## Activités de recherche et éditoriales
Ses recherches portent sur la socio-économie des groupes humains du Paléolithique supérieur en Europe méridionale et en Afrique du nord à travers l'analyse systémique des productions lithiques : gestion techno-économique de l'équipement technique, organisation de l'espace et de la mobilité aux différentes échelles des espaces exploités et parcourus, du site au territoire. Les terrains d'applications principaux sont les situations archéologiques de la France méridionale et de l'Italie, en particulier en contexte gravettien, épigravettien et magdalénien, et du Middle et Late Stone Age au Maghreb.
Au début des années 1990, il effectue des travaux de recherches sur la technologie et l'économie du débitage. En 1992, pour déterminer le fait que la surface saillante de pièces lithiques obtenues par percussion n'aspectent pas de bulbe complémentaire, Bracco propose que le « sous-éclat complémentaire ne présente pas de bulbe de percussion saillant : ceci pourrait expliquer que certains éclats présentent “un bulbe négatif, en creux par rapport à la surface d'éclatement” ».
En 1998, il dirige la publication de l'ouvrage intitulé L'exploitation du quartz au Paléolithique, un recueil collectif au sein duquel, l'archéologue met en perspective l'intérêt des recherches réalisées dans le domaine des productions lithiques conçues à partir de matériaux autres que le silex,.
Ultérieurement, en 2001, aux côtés de Cyril Montoya, il dirige une « table ronde » à la Maison méditerranéenne des sciences de l'homme, qui a pour sujet central les cultures développées à la fin du Pléistocène et au début de l'Holocène. Les résultats de cette table ronde sont publiés en 2001 sous l'intitulé Les systèmes techniques lithiques pendant le Tardiglaciaire autour de la Méditerranée nord-occidentale.
En mars 2003, avec Marina de Araujo Igreja, il organise à Aix-en-Provence un second colloque autour de la thématique Burins, formes, fonctionnement, fonctions.
Il dirige la revue Préhistoires méditerranéennes en 2004.
En 2009 et 2010, lors de son détachement à l'École française de Rome, il effectue des travaux sur l'Épigravettien ancien. Il est actuellement membre du projet de recherche sur la Grotte Cosquer.

## Publications
- Jean-Pierre Bracco, « Le Paléolithique supérieur du Velay (Massif Central, France). Habitats, circulations et phases de peuplement », Bulletin de la Société préhistorique française, vol. 88, no 4,‎ 1991, p. 114-121 (lire en ligne).
- Jean-Pierre Bracco, Le paléolithique supérieur du Velay et de ses abords : recherches sur la dynamique des peuplements et l'occupation du sol dans un milieu volcanique de moyenne montagne (thèse de doctorat), Université de Provence Aix-Marseille I, 1992.
- Jean-Pierre Bracco et Pierre Bintz, « Premiers peuplements humains dans les Alpes occidentales : aires culturelles et occupations territoriales », dans Colette Jourdain-Annequin (dir.), Aires culturelles, aires linguistiques dans les Alpes occidentales, Grenoble, Université Pierre Mendès France, coll. « Les Cahiers du CRHIPA » (no 8), 2004, 340 p. (ISBN 978-2-913905-08-5), p. 13-34.
- Jean-Pierre Bracco, Araujo Igreja et Foni Le Brun-Ricalens (dir.), Burins préhistoriques : formes, fonctionnements, fonctions, Luxembourg, Musée national d'histoire et d'art, coll. « Archéologiques » (no 2), 2006, 376 p. (ISBN 978-287985-924-8).
- Jean-Pierre Bracco et Cyril Montoya, D'un monde à l'autre : les systèmes lithiques pendant le tardiglaciaire autour de la Méditerranée nord-occidentale, coll. « Mémoires de la Société Préhistorique Française » (no 40), 2005, 183 p. (ISBN 978-2-913745-27-8).
- (en) Jean-Pierre Bracco, « Archaeological sites », dans Nicole Petit-Maire et Bruno Vrielinck (dir.), The mediterranean basin : the last two climatic extremes (Explanatory notes and maps), Aix-en-Provence, Maison Méditerranéenne des Sciences de l'Homme & Agence Nationale pour la Gestion des Déchets Radioactiffs, 2005, 98 p., p. 83-98.
- Jean-Pierre Bracco, « De quoi parlons-nous ? Réflexions sur l'appréhension des territoires en préhistoire paléolithique », dans Jacques Jaubert et Michel Barbaza (dir.), Territoires, déplacements, mobilité, échanges durant la Préhistoire : terres et hommes du Sud, Paris, Édition du Comité des travaux historiques et scientifiques, 2005, 560 p. (ISBN 2-7355-0578-2, lire en ligne), p. 13-16.
- Nathalie Cazals, Javier Baena, R Bartroli, Jean-Pierre Bracco, Ignacio Clemente-Conte, N Fuertes, Jesus Gonzalez-Urquijo, Juan José Ibáñez, J Maillo et Javier Mangado Llach, « Des faciès et des hommes : réflexions sur les productions d'éclats au Paléolithique supérieur dans les Pyrénées françaises et espagnoles », dans Jacques Jaubert et Michel Barbaza (dir.), Territoires, déplacements, mobilité, échanges pendant la préhistoire : Terres et hommes du Sud, Paris, Édition du Comité des travaux historiques et scientifiques, 2005, 560 p. (ISBN 2-7355-0578-2, lire en ligne), p. 161-172.
- Jean-Pierre Bracco et Nathalie Cazals, « Quelles relations de part et d'autre des Pyrénées durant le Magdalénien », dans Nathalie Cazals, Jesús Emilio González Urquijo et Xavier Terradas Batlle (dir.), Frontières naturelles et frontières culturelles dans les Pyrénées préhistoriques, Santander, Publican-Ediciones de la Universidad de Cantabria, 2007, 354 p. (ISBN 978-84-8102-507-1, lire en ligne), p. 125-142.
- Maryline Rillardon et Jean-Pierre Bracco, « Réflexion sur le potentiel de conservation des os brûlés à partir du matériel de Saint-Antoine (Vitrolles, Hautes-Alpes) », dans Isabelle Théry, Lucie Chabal & Sandrine Costamagno (dir.), Taphonomie de la combustion des résidus organiques et des structures de combustion en contexte archéologique (Actes de la table ronde, 27-29 mai 2008, CEPAM), Toulouse, Traces (UMR5608), coll. « Palethnologie » (no 2), 2010 (lire en ligne), p. 203-214.
- (en) Vincent Delvigne, Paul fernandes, Peter Bindo, Jean-Pierre Bracco, Laurent Klaric, Audrey Lafarge, Mathieu Langlais, Michel Piboule et Jean-Paul Raynal, « Geo-resources and techno-cultural expressions in the south of the French Massif Central during the Upper Palaeolithic: determinism and choices », Anthropologica et Præhistorica, no 128,‎ 2017/2019, p. 39-55 (lire en ligne, consulté en juin 2021).